# Parole nel vento
Parole nel vento è il dodicesimo album degli Stadio, pubblicato, dopo la partecipazione del gruppo al Festival di Sanremo 2007, su CD da EMI Italiana e Capitol Records (catalogo 9463 88592 0) il 2 marzo 2007 e reso disponibile per il download in formato digitale già dal 28 febbraio.
Raggiunge la posizione numero 10 nella classifica italiana.

## I brani
- Guardami
Canzone finalista (tredicesima classificata[5]) nella categoria Campioni al Festival di Sanremo 2007, dove è stata presentata anche in duetto con la cantante Teresa Salgueiro, ospite del gruppo nella serata delle rivisitazioni dei brani. Questa versione dal vivo è presente come inedito nella raccolta The Platinum Collection (2007).
- ... E mi alzo sui pedali
Sigla del film per la televisione Il Pirata - Marco Pantani trasmesso nel 2007 da Rai 1, dedicata dal gruppo al ciclista scomparso. Edizioni musicali Bollicine, La Ciliegia, Teorema.

## Tracce
Gli autori del testo precedono i compositori della musica da cui sono separati con un trattino.
Edizioni musicali (eccetto traccia 5) EMI Music Publishing, Bollicine.
1. Guardami – 4:22 (testo: Saverio Grandi – musica: Saverio Grandi, Gaetano Curreri)
2. Lame affilate – 4:33 (testo: Saverio Grandi – musica: Saverio Grandi, Gaetano Curreri)
3. Innamorarsi ancora – 3:58 (testo: Giacomo Esposito, Saverio Grandi – musica: Nicolò Fragile, Saverio Grandi, Gaetano Curreri)
4. Che cos'è – 4:22 (testo: Giacomo Esposito – musica: Giacomo Esposito, Saverio Grandi, Gaetano Curreri)
5. ... E mi alzo sui pedali – 4:03 (testo: Giancarlo Bigazzi, Saverio Grandi, Gaetano Curreri – musica: Marco Falagiani)
6. Mi sei mancata – 3:27 (testo: Saverio Grandi – musica: Saverio Grandi, Gaetano Curreri)
7. Parole nel vento – 4:17 (testo: Saverio Grandi – musica: Saverio Grandi, Gaetano Curreri)
8. Uno come me – 4:16 (testo: Saverio Grandi – musica: Saverio Grandi, Gaetano Curreri)
9. Attimo di eternità – 3:43 (testo: Saverio Grandi – musica: Saverio Grandi, Gaetano Curreri)
10. Il tempo dell'amore – 4:15 (testo: Giacomo Esposito, Saverio Grandi – musica: Andrea Fornili)
11. È andata come è andata – 4:03 (testo: Saverio Grandi – musica: Saverio Grandi, Gaetano Curreri)
12. Più di tutto, più di me – 4:59 (testo: Giacomo Esposito – musica: Andrea Fornili)

## Formazione
Gruppo
- Gaetano Curreri – voce, tastiera
- Andrea Fornili – chitarra Fender, Guild e Jackson; tastiera, programmazione, arrangiamento (8,10,11,12)
- Roberto Drovandi – basso Fender, Guild
- Giovanni Pezzoli – batteria

Altri musicisti
- Nicolò Fragile – arrangiamento (1,3,4), pianoforte (1,3,4), tastiera (1,3,4), programmazione (1,3,4)
- Saverio Grandi – arrangiamento (2,5,6,7,9), Fender Rhodes (2,6), pianoforte elettrico (7), tastiera (2,5,6,7,9), programmazione (2,5,6,7), chitarra acustica (5,6,7,9)
- Fabrizio Foschini – pianoforte (5,7,8,9,10,11,12), tastiera (8,9,10,11,12), pianoforte elettrico (7)
- Giorgio Secco – chitarra acustica (3,4)
- Emiliano Grandi – violino (7)
- Maurizio Piancastelli – tromba (9)